# Alex Poatan
Alex Sandro Silva Pereira, também conhecido como Alex Poatan (São Bernardo do Campo, 7 de julho de 1987), é um lutador profissional de artes marciais mistas e ex-lutador de kickboxing brasileiro. Foi duplo campeão mundial de Kickboxing pelo Glory, e duplo campeão mundial de MMA pelo UFC. Atualmente, é ex-campeão meio-pesado do Ultimate Fighting Championship (UFC) e é ex-Campeão Peso-Médio da organização. No Kickboxing, foi campeão meio-pesado e médio, sendo o primeiro e único lutador a ter títulos do Glory em duas categorias de peso simultaneamente. Também competiu em organizações como It's Showtime e SUPERKOMBAT Fighting Championship no kickboxing, e Jungle Fight e Legacy Fighting Alliance no MMA.
Poatan já foi classificado como #1 nos rankings de kickboxing do Glory nos pesos médio e meio-pesado, bem como dos médios no MMA pelo UFC.

## Início da vida
Alex Pereira nasceu em São Bernardo do Campo. Morando desde a infância no bairro Batistini, bairro periférico composto por favelas, próximo a rodovia dos Imigrantes e ao Rodoanel, Poatan abandonou o ensino médio para começar a trabalhar em uma borracharia aos doze anos. Influenciado por seus colegas, ele começou a beber e acabou se tornando um alcoólatra. Em 2009 começou a treinar kickboxing para se livrar do vício.

## Carreira de boxe amador
Antes de se tornar uma figura proeminente no kickboxing e artes marciais mistas, Alex Pereira teve uma carreira notável no boxe amador no Brasil. Ele supostamente competiu em 28 lutas de boxe amador, alcançando um recorde de 25 vitórias, todas por nocaute, com apenas 3 derrotas. O poder característico de Pereira, particularmente seu devastador gancho de esquerda, tornou-se evidente no início de sua carreira amadora, como visto em imagens virais mostrando vários nocautes, incluindo uma ocasião em que ele derrubou um oponente do ringue.

## Carreira no kickboxing
Ele venceu o Glory 14: Zagreb - Middleweight Contender Tournament em Zagreb, Croácia, em 8 de março de 2014, derrotando Dustin Jacoby por nocaute no primeiro round nas semifinais e Sahak Parparyan por decisão majoritária na final.
Foi anunciado durante o Glory 15: Istanbul transmissão que Poatan seria um dos oito lutadores competindo no Glory 17: Los Angeles - Last Man Standing torneio dos médios em Inglewood, Califórnia, Estados Unidos em 21 de junho de 2014. Ele perdeu para o eventual campeão Artem Levin por decisão unânime nas quartas de final para sair do torneio.
Ele estava programado para lutar uma revanche com César Almeida durante o WGP Kickboxing 25 pelo cinturão vago WGP Middleweight title. Ele derrotou Almeida por decisão. Ele defendeu seu título WGP KB com um nocaute no segundo round de Maycon Silva no WGP KB 40.
Em suas próximas cinco lutas, Alex teve uma corrida de 4–1, perdendo apenas para o grande Artur Kyshenko. Durante esta corrida, Poatan alcançou suas vitórias mais famosas, derrotando o futuro campeão dos médios do UFC Israel Adesanya duas vezes: uma por decisão unânime e outra por nocaute no contra-gancho de esquerda.
Alex conquistou o título Glory Middleweight com uma vitória por decisão unânime contra Simon Marcus no Glory 46: China.

### Campeão peso-médio do Glory
Poatan conheceu Yousri Belgaroui no Glory 40 e Glory 49 Superfight Series, e depois em 2018 no New York Madison Square Garden no Glory 55 para o Middleweight Title Match, onde Belgaroui recebeu o nocaute direito overhand aos 2:29 da Rodada 1. Para Poatan, foi a 28ª vitória da carreira e a sexta dentro do ringue da Glória.
Em novembro de 2018, Alex disse que seguiria carreira no MMA depois que seu contrato com a Glory expirasse em abril de 2019. Eventualmente, Poatan re-assinou com Glory com a possibilidade de lutar nas artes marciais mistas também.
Depois de quatro defesas de título dos médios do Glory com sucesso (contra Yousri Belgaroui, Simon Marcus e Jason Wilnis), Poatan subiu para lutar contra Donegi Abena pelo título interino dos meio-pesados do Glory no Glory 68. Ele venceu a luta por nocaute no terceiro round, tornando-se o primeiro bicampeão da história do Glória.
Depois de vencer o Cinturão Meio Pesado, Poatan optou por defender seu título dos médios contra Ertugrul Bayrak no Glory Collision 2 em 21 de dezembro de 2019. Depois de dominar amplamente o primeiro round, ele venceu a luta por nocaute no final do round.

### Glory Campeonato Meio-Pesado
Alex estava programado para desafiar Artem Vakhitov pelo título Glory Light Heavyweight no Glory 77. Poatan venceu a luta por decisão dividida, tornando-se o primeiro lutador na história do GLORY a ter dois cinturões simultaneamente.
Mais tarde foi destituído de seu título dos médios.
Poatan rebateu Artem Vakhitov no Glory 78: Rotterdam em sua primeira defesa de título. Ele perdeu a revanche por decisão da maioria. Pereira foi deduzido um ponto no round 4 devido a rebatidas repetidas, o que foi visto por muitos como uma decisão controversa do árbitro.

## Carreira de artes marciais mistas

### Início de carreira
Fazendo a transição do kickboxing, Alex fez sua estreia profissional no MMA em 2015 na promoção brasileira Jungle Fight no evento Jungle Fight 82 contra Quemuel Ottoni, perdendo a luta por finalização ao ser colocado em um mata-leão. Posteriormente, acumulou duas vitórias consecutivas com um nocaute contra Marcelo Cruz no Jungle Fight 85 e no Jungle Fight 87 contra Marcus Vinicius, ambos em 2016. E no mesmo ano anunciou que havia assinado um contrato para enfrentar Diego Henrique da Silva na edição brasileira do Dana White's Contender Series em 10 de agosto de 2018. No entanto, a luta nunca se materializou, pois Glory não permitiu que ele competisse.
Em 22 de outubro de 2020, surgiram notícias de que Alex havia assinado um contrato com a Legacy Fighting Alliance e ele fez sua estreia na organização contra Thomas Powell em 20 de novembro de 2020. Ele venceu a luta por nocaute no primeiro round.

### Ultimate Fighting Championship
Em 3 de setembro de 2021, Alex assinou com o UFC. Ele fez sua estreia na organização contra Andreas Michailidis em 6 de novembro de 2021, no UFC 268. Ele venceu a luta por nocaute técnico no segundo round. Essa vitória lhe rendeu o prêmio Performance da Noite.
Alex enfrentou Bruno Silva em 12 de março de 2022, no UFC Fight Night 203. Poatan superou Bruno Silva nos três rounds e venceu a luta por decisão unânime.
Alex estava programado para enfrentar Sean Strickland em 30 de julho de 2022 no UFC 277. No entanto, a organização decidiu mudar a dupla para o UFC 276 em 2 de julho de 2022.
Pereira estava programado para enfrentar Sean Strickland em 30 de julho de 2022, no UFC 277. No entanto, a promoção decidiu mover o combate para o UFC 276 em 2 de julho de 2022.Doherty, Dan (2 de julho de 2022). «UFC 276: Alex Pereira Sleeps Sean Strickland in First Round». Cageside Press (em inglês). Consultado em 3 de julho de 2022. Cópia arquivada em 3 de julho de 2022</ref> Essa vitória lhe rendeu o prêmio Performance da Noite, e o prêmio Fan Bonus of the Night da Crypto.com em terceiro lugar, no valor de US$10,000 pagos em bitcoin.

#### Campeonato dos Médios do UFC
Pereira enfrentou Israel Adesanya pelo Campeonato dos Médios do UFC em 12 de novembro de 2022, no UFC 281. Ele venceu a luta por nocaute técnico no quinto round. Essa vitória lhe rendeu o prêmio de Performance da Noite.
Uma revanche entre Pereira e Adesanya pelo Campeonato dos Médios do UFC ocorreu em 8 de abril de 2023, no UFC 287. Ele perdeu a luta por nocaute nos últimos minutos do segundo round.

#### Mudança para a categoria Meio-Pesado
Em 13 de abril de 2023, Pereira anunciou via Twitter que estava subindo para a divisão dos Meio-Pesados.
Pereira enfrentou o ex-campeão dos Meio-Pesados do UFC, Jan Błachowicz, em 29 de julho de 2023, no UFC 291. Ele venceu a luta equilibrada por decisão dividida.

#### Campeonato dos Meio-Pesados do UFC
Alex enfrentou Jiří Procházka pelo cinturão vago dos Meio-Pesados do UFC em 11 de novembro de 2023, no UFC 295. Ele venceu a luta por nocaute técnico no segundo round para conquistar o título e se tornou o campeão meio-pesado do UFC. Esta luta lhe rendeu o prêmio Performance da Noite. e fez ser o 9º lutador na história do UFC a se tornar campeão em duas divisões de peso diferentes.
Pereira fez sua primeira defesa de título contra o ex-campeão dos meio-pesados do UFC, Jamahal Hill, em 13 de abril de 2024, no histórico UFC 300. Ele venceu a luta por nocaute no primeiro round. Dois meses depois, em 29 de junho, defendeu novamente contra Jiri Prochazka e o nocauteou no segundo round. No mesmo ano, em 5 de outubro, também nocauteou Khalil Rountree Jr. na luta principal do UFC 307 e bateu o recorde da organização de menor tempo entre três defesas de título bem sucedidas, com 175 dias. O recorde anterior era da peso-galo Ronda Rousey, com 189 dias.
Em 8 de março de 2025, foi superado pelo russo Magomed Ankalaev em sua quarta tentativa de defesa de cinturão, por decisão unânime, em Las Vegas.

## Vida pessoal
Alex tem ancestralidade indígena da tribo Pataxó. Seu apelido é "Poatan", que em Tupi significa "Mãos de Pedra" (apesar de os Pataxó não falarem tupi). O apelido foi dado por seu primeiro treinador de kickboxing, Belocqua Wera, que também foi responsável por ajudar Pereira a descobrir sua ancestralidade indígena.
Alex Pereira tem uma irmã mais nova, Aline Pereira, que compete pelo Glory e fez sua estreia no MMA em 18 de novembro de 2022.

## Campeonatos e prêmios

### Artes marciais mistas
- Ultimate Fighting Championship
  - UFC Light Heavyweight Championship (Uma vez, atual)[81]
  - UFC Middleweight Championship (Uma vez)[82]
    - Menor tempo e menos lutas para conquistar títulos em duas divisões na história do UFC (2 anos/7 lutas)[83]
    - Primeiro e único lutador a conquistar os títulos meio-médio e meio-pesado do UFC[83]

  - Performance of the Night (Quatro vezes) vs. Andreas Michailidis, Sean Strickland, Israel Adesanya e Jiří Procházka[54][60][64][72]
  - Quinta maior porcentagem de golpes significativos na história do UFC (61,9%)[84]
  - Último nocaute em uma luta e disputa de título meio-médio do UFC (2:01 do R5 vs Israel Adesanya 1)
- MMAjunkie.com
  - 2022 Nocaute do Mês de Julho vs. Sean Strickland[85]
  - 2022 Lutador Masculino do Ano[86]
  - 2022 Lutador Revelação do Ano[87]
- ESPN
  - 2022 Lutador Masculino do Ano[88]
- Sherdog
  - 2022 Lutador Revelação do Ano[89]
  - 2022 Lutador do Ano[90]
- MMA Fighting
  - 2022 Lutador Masculino do Ano[91]
- Sports Illustrated
  - 2022 Lutador Revelação do Ano[92]
- Yahoo! Sports
  - 2022 Lutador Masculino do Ano[93]
- MMA Mania
  - 2022 Lutador do Ano[94]
- Combat Press
  - 2022 Lutador Masculino do Ano[95]
  - World MMA Awards
    - 2023 Lutador Revelação do Ano[96]

### Kickboxing
Profissional
- Glory
  - 2023 Glory Induzido ao Hall da Fama[97]
  - 2021 Glory Campeão Meio-Pesado
  - 2019 Glory Campeão Meio-Pesado Interino
  - 2017 Glory Campeão Médio (cinco defesas)
  - 2014 Glory Campeão do torneio dos médios
- WGP Kickboxing
  - 2015 Campeão Meio-Médio do Kickboxing do WGP
  - 2012 Campeonato WGP -85 kg
- Associação Mundial de Organizações de Kickboxing
  - 2013 Associação Mundial de Organizações de Kickboxing (WAKO Pro) Campeão Pan-Americano de K-1 -85 kg

Amador
- Associação Mundial de Organizações de Kickboxing
  - 2013 Medalha de prata no Campeonato Mundial da Organização Mundial de Kickboxing (WAKO) na categoria K-1 -91 kg em Guarujá, Brasil.

Prêmios
- Glory
  - Lutador do Ano do Glory em 2019

- Combat Press
  - 2017 Luta do Ano (vs. Israel Adesanya)[98]
  - 2019 Nocaute do Ano (vs. Jason Wilnis)[99]

## Cartel no MMA
| Cartel no MMA   |             |            |
| 15 lutas        | 12 vitórias | 3 derrotas |
| Por nocaute     | 10          | 1          |
| Por finalização | 0           | 1          |
| Por decisão     | 2           | 1          |

| Res.    | Cartel | Oponente                    | Método                                     | Evento                               | Data       | Round | Tempo | Local                       | Notas |
| ------- | ------ | --------------------------- | ------------------------------------------ | ------------------------------------ | ---------- | ----- | ----- | --------------------------- | --- |
| Derrota | 12-3   | Magomed Ankalaev            | Decisão (unânime)                          | UFC 313: Pereira vs. Ankalaev        | 08/03/2025 | 5     | 5:00  | Las Vegas, Nevada           | Perdeu o Cinturão Meio-Pesado do UFC                                                                                                   |
| Vitória | 12-2   | Khalil Rountree Jr.         | Nocaute Técnico (socos e joelhadas)        | UFC 307: Pereira vs. Rountree Jr     | 05/10/2024 | 4     | 4:32  | Salt Lake City, Utah        | Defendeu o Cinturão Meio Pesado do UFC; Quebrou o recorde de mais defesas de cinturão no menor tempo possível(175 Dias); Luta da Noite |
| Vitória | 11-2   | Jiří Procházka              | Nocaute Técnico (chute na cabeça e socos)  | UFC 303: Pereira vs. Procházka 2     | 29/06/2024 | 2     | 0:13  | Las Vegas, Nevada           | Defendeu o Cinturão Meio Pesado do UFC; Performance da Noite.                                                                          |
| Vitória | 10-2   | Jamahal Hill                | Nocaute (socos)                            | UFC 300: Pereira vs. Hill            | 13/04/2024 | 1     | 3:14  | Las Vegas, Nevada           | Defendeu o Cinturão Meio Pesado do UFC.                                                                                                |
| Vitória | 9-2    | Jiří Procházka              | Nocaute (socos e cotoveladas)              | UFC 295: Procházka vs. Pereira       | 11/11/2023 | 2     | 4:08  | Nova Iorque, Nova Iorque    | Ganhou o Cinturão Meio Pesado Vago do UFC; Performance da Noite.                                                                       |
| Vitória | 8-2    | Jan Blachowicz              | Decisão (dividida)                         | UFC 291: Poirier vs. Gaethje 2       | 29/07/2023 | 3     | 5:00  | Salt Lake City, Utah        | Estreia nos Meio Pesados. |
| Derrota | 7-2    | Israel Adesanya             | Nocaute (socos)                            | UFC 287: Pereira vs. Adesanya 2      | 08/04/2023 | 2     | 4:21  | Miami, Flórida              | Perdeu o Cinturão Peso Médio do UFC.                                                                                                   |
| Vitória | 7-1    | Israel Adesanya             | Nocaute Técnico (socos)                    | UFC 281: Adesanya vs. Pereira        | 12/11/2022 | 5     | 2:01  | Nova Iorque, Nova Iorque    | Ganhou o Cinturão Peso Médio do UFC; Performance da Noite.                                                                             |
| Vitória | 6-1    | Sean Strickland             | Nocaute (socos)                            | UFC 276: Adesanya vs. Cannonier      | 02/07/2022 | 1     | 2:36  | Las Vegas, Nevada           | Performance da Noite. |
| Vitória | 5-1    | Bruno Silva                 | Decisão (unânime)                          | UFC Fight Night: Santos vs. Ankalaev | 12/03/2022 | 3     | 5:00  | Las Vegas, Nevada           | |
| Vitória | 4-1    | Andreas Michailidis         | Nocaute Técnico (joelhada voadora e socos) | UFC 268: Usman vs. Covington 2       | 06/11/2021 | 2     | 0:18  | Nova Iorque, Estados Unidos | Estreia no UFC; Performance da Noite.                                                                                                  |
| Vitória | 3-1    | Thomas Powell               | Nocaute (soco)                             | LFA 95: Pereira vs. Powell           | 20/11/2020 | 1     | 4:04  | Park City, Kansas           | |
| Vitória | 2-1    | Marcus Vinicius da Silveira | Nocaute Técnico (socos)                    | Jungle Fight 87                      | 21/05/2016 | 2     | 4:55  | São Paulo                   | |
| Vitória | 1-1    | Marcelo Cruz                | Nocaute (socos)                            | Jungle Fight 85                      | 23/01/2016 | 1     | 4:07  | São Paulo                   | |
| Derrota | 0-1    | Quemuel Ottoni              | Finalização (mata-leão)                    | Jungle Fight 82                      | 24/10/2015 | 3     | 2:52  | São Paulo                   | Estreia no MMA; Estreia nos Médios. |

## Lutas por pagamento por evento
| No. | Evento  | Luta                   | Data                   | Local                 | Cidade                      | Compras de PPV |
| --- | ------- | ---------------------- | ---------------------- | --------------------- | --------------------------- | -------------- |
| 1.  | UFC 281 | Adesanya vs. Pereira   | 12 de novembro de 2022 | Madison Square Garden | Nova Iorque, Estados Unidos | Não divulgado  |
| 2.  | UFC 287 | Pereira vs. Adesanya 2 | 8 de abril de 2023     | Kaseya Center         | Miami, Estados Unidos       | Não divulgado  |
| 3.  | UFC 295 | Procházka vs. Pereira  | 11 de novembro de 2023 | Madison Square Garden | Nova Iorque, Estados Unidos | Não divulgado  |

## Cartel do Kickboxing
| Recorde profissional de kickboxing                                 | Recorde profissional de kickboxing       | Recorde profissional de kickboxing       | Recorde profissional de kickboxing                                                | Recorde profissional de kickboxing       | Recorde profissional de kickboxing       | Recorde profissional de kickboxing       | Recorde profissional de kickboxing       |                                          |
| 33 vitórias (21 KOs), 7 derrotas (2 KOs)                           | 33 vitórias (21 KOs), 7 derrotas (2 KOs) | 33 vitórias (21 KOs), 7 derrotas (2 KOs) | 33 vitórias (21 KOs), 7 derrotas (2 KOs)                                          | 33 vitórias (21 KOs), 7 derrotas (2 KOs) | 33 vitórias (21 KOs), 7 derrotas (2 KOs) | 33 vitórias (21 KOs), 7 derrotas (2 KOs) | 33 vitórias (21 KOs), 7 derrotas (2 KOs) | 33 vitórias (21 KOs), 7 derrotas (2 KOs) |
| Data                                                               | Resultado                                | Oponente                                 | Evento                                                                            | Local                                    | Método                                   | Round                                    | Tempo                                    |                                          |
| ------------------------------------------------------------------ | ---------------------------------------- | ---------------------------------------- | --------------------------------------------------------------------------------- | ---------------------------------------- | ---------------------------------------- | ---------------------------------------- | ---------------------------------------- | ---------------------------------------- |
| 04/09/2021                                                         | Derrota                                  | Artem Vakhitov                           | Glory 78: Rotterdam                                                               | Roterdão, Holanda                        | Decisão (Maioria)                        | 5                                        | 3:00                                     |                                          |
| Perde o Cinturão Peso Meio-Pesado do Glory.                        |                                          |                                          |                                                                                   |                                          |                                          |                                          |                                          |                                          |
| 30/01/2021                                                         | Vitória                                  | Artem Vakhitov                           | Glory 77: Rotterdam                                                               | Roterdão, Holanda                        | Decisão (Dividida)                       | 5                                        | 3:00                                     |                                          |
| Vence o Cinturão Peso Meio-Pesado do Glory.                        |                                          |                                          |                                                                                   |                                          |                                          |                                          |                                          |                                          |
| 21/12/2019                                                         | Vitória                                  | Ertugrul Bayrak                          | Glory Collision 2 ou Glory 74: Arnhem                                             | Arnhem, Holanda                          | KO (Gancho de Esquerda)                  | 1                                        | 3:00                                     |                                          |
| Defende o Cinturão Peso Médio do Glory.                            |                                          |                                          |                                                                                   |                                          |                                          |                                          |                                          |                                          |
| 28/09/2019                                                         | Vitória                                  | Donegi Abena                             | Glory 68: Miami                                                                   | Miami, Estados Unidos                    | KO (Gancho de Esquerda)                  | 3                                        | 2:08                                     |                                          |
| Vence o Cinturão Interino Peso Meio-Pesado do Glory.               |                                          |                                          |                                                                                   |                                          |                                          |                                          |                                          |                                          |
| 17/05/2019                                                         | Vitória                                  | Jason Wilnis                             | Glory 65: Utrecht                                                                 | Utreque, Holanda                         | KO (Joelhada Esquerda Voadora)           | 1                                        | 1:31                                     |                                          |
| Defende o Cinturão Peso Médio do Glory.                            |                                          |                                          |                                                                                   |                                          |                                          |                                          |                                          |                                          |
| 14/09/2018                                                         | Vitória                                  | Simon Marcus                             | Glory 58: Chicago                                                                 | Chicago, Estados Unidos                  | Decisão (Unânime)                        | 5                                        | 3:00                                     |                                          |
| Defende o Cinturão Peso Médio do Glory.                            |                                          |                                          |                                                                                   |                                          |                                          |                                          |                                          |                                          |
| 20/07/2018                                                         | Vitória                                  | Yousri Belgaroui                         | Glory 55: New York                                                                | Nova York, Estados Unidos                | KO (Gancho de Direita)                   | 1                                        | 2:16                                     |                                          |
| Defende o Cinturão Peso Médio do Glory.                            |                                          |                                          |                                                                                   |                                          |                                          |                                          |                                          |                                          |
| 09/12/2017                                                         | Vitória                                  | Yousri Belgaroui                         | Glory 49: Rotterdam                                                               | Roterdã, Holanda                         | TKO (Interrupção Médica)                 | 3                                        | 1:54                                     |                                          |
| Defende o Cinturão Peso Médio do Glory.                            |                                          |                                          |                                                                                   |                                          |                                          |                                          |                                          |                                          |
| 14/10/2017                                                         | Vitória                                  | Simon Marcus                             | Glory 46: China                                                                   | Guangzhou, China                         | Decisão (Unânime)                        | 5                                        | 3:00                                     |                                          |
| Vence o Cinturão Peso Médio do Glory.                              |                                          |                                          |                                                                                   |                                          |                                          |                                          |                                          |                                          |
| 16/09/2017                                                         | Vitória                                  | Maycon Silva                             | WGP Kickboxing 40                                                                 | Paraná, Brasil                           | KO (Gancho de Esquerda)                  | 2                                        | 2:00                                     |                                          |
| Defende o cinturão WGP -85 kg/187 lb.                              |                                          |                                          |                                                                                   |                                          |                                          |                                          |                                          |                                          |
| 29/04/2017                                                         | Derrota                                  | Yousri Belgaroui                         | Glory 40: Copenhagen, Final                                                       | Copenhague, Dinamarca                    | Decisão (Unânime)                        | 3                                        | 3:00                                     |                                          |
| 29/04/2017                                                         | Vitória                                  | Burim Rama                               | Glory 40: Copenhagen, Semi Final                                                  | Copenhague, Dinamarca                    | TKO (Gancho de Direita)                  | 3                                        | 1:42                                     |                                          |
| 04/03/2017                                                         | Vitória                                  | Israel Adesanya                          | Glory of Heroes 7                                                                 | São Paulo, Brasil                        | KO (Gancho de Esquerda)                  | 3                                        | N/A                                      |                                          |
| 31/07/2016                                                         | Derrota                                  | Artur Kyshenko                           | Kunlun Fight 48                                                                   | Jining, China                            | TKO (Socos)                              | 2                                        | 2:55                                     |                                          |
| 08/05/2016                                                         | Vitória                                  | Junior Alpha                             | WGP Kickboxing 30                                                                 | Brasil                                   | KO (Gancho de Direita)                   | 4                                        | N/A                                      |                                          |
| 02/04/2016                                                         | Vitória                                  | Israel Adesanya                          | Glory of Heroes                                                                   | China                                    | Decisão (Unânime)                        | 5                                        | N/A                                      |                                          |
| 25/07/2015                                                         | Vitória                                  | César Almeida                            | WGP Kickboxing 25                                                                 | São Paulo, Brasil                        | Decisão                                  | 5                                        | 3:00                                     |                                          |
| Vence o cinturão vago WGP -85 kg/187 lb.                           |                                          |                                          |                                                                                   |                                          |                                          |                                          |                                          |                                          |
| 03/04/2015                                                         | Derrota                                  | Jason Wilnis                             | Glory 20: Dubai - Middleweight Contender Tournament, Semi Finals                  | Dubai, Emirados Árabes Unidos            | Decisão (Unânime)                        | 3                                        | 3:00                                     |                                          |
| 20/12/2014                                                         | Vitória                                  | Ivan Galaz                               | WGP Kickboxing 24                                                                 | São Paulo, Brasil                        | TKO (Três Nocautes)                      | 2                                        | N/A                                      |                                          |
| 27/09/2014                                                         | Vitória                                  | Robert Thomas                            | WGP Kickboxing 22                                                                 | Brasil                                   | Decisão Unânime)                         | 3                                        | 3:00                                     |                                          |
| 21/06/2014                                                         | Derrota                                  | Artem Levin                              | Glory 17: Los Angeles - Middleweight Last Man Standing Tournament, Quarter Finals | Inglewood, Califórnia, Estados Unidos    | Decisão (Unânime)                        | 3                                        | 3:00                                     |                                          |
| 26/04/2014                                                         | Vitória                                  | Alexandr Dmitrienko                      | WGP SUPER 4                                                                       | São Paulo, Brasil                        | Decisão (Unânime)                        | 3                                        | 3:00                                     |                                          |
| 08/03/2014                                                         | Vitória                                  | Sahak Parparyan                          | Glory 14: Zagreb - Middleweight Contender Tournament, Final                       | Zagreb, Croácia                          | Decisão (Majoritária)                    | 3                                        | 3:00                                     |                                          |
| Vence o Glory Middleweight Contender Tournament.                   |                                          |                                          |                                                                                   |                                          |                                          |                                          |                                          |                                          |
| 08/03/2014                                                         | Vitória                                  | Dustin Jacoby                            | Glory 14: Zagreb - Middleweight Contender Tournament, Semi Finals                 | Zagreb, Croácia                          | KO (Gancho de Esquerda)                  | 1                                        | 2:02                                     |                                          |
| 21/12/2013                                                         | Derrota                                  | César Almeida                            | WGP Kickboxing 17, Final                                                          | São Paulo, Brasil                        | Decisão                                  | 3                                        | N/A                                      |                                          |
| 21/12/2013                                                         | Vitória                                  | Camilo Ferraz                            | WGP Kickboxing 17, Semi Final                                                     | São Paulo, Brasil                        | KO (Joelhada de Direita)                 | 1                                        | N/A                                      |                                          |
| 24/08/2013                                                         | Vitória                                  | Matías Adaro                             | WGP Kickboxing 15                                                                 | São Paulo, Brasil                        | KO (Cruzado de Direita)                  | 2                                        | N/A                                      |                                          |
| Vence o WAKO Pro Panamerican -85 kg/187 lb Championship K-1 Rules. |                                          |                                          |                                                                                   |                                          |                                          |                                          |                                          |                                          |
| 23/03/2013                                                         | Vitória                                  | César Almeida                            | SUPERKOMBAT New Heroes 2                                                          | São Caetano, Brasil                      | Decisão (Unânime)                        | 3                                        | N/A                                      |                                          |
| 10/11/2012                                                         | Derrota                                  | Jason Wilnis                             | It's Showtime 60                                                                  | São Paulo, Brasil                        | TKO (Três Nocautest)                     | 2                                        | N/A                                      |                                          |
| A luta foi pelo vago It's Showtime 85MAX Championship.             |                                          |                                          |                                                                                   |                                          |                                          |                                          |                                          |                                          |
| 16/09/2012                                                         | Vitória                                  | Felipe Micheletti                        | WGP Kickboxing 9                                                                  | São Paulo, Brasil                        | Decisão (Unânime)                        | 3                                        | N/A                                      |                                          |
| 07/07/2012                                                         | Vitória                                  | Clei Silva                               | WGP Kickboxing, Final                                                             | São Paulo, Brasil                        | Decisão                                  | 3                                        | N/A                                      |                                          |
| Vence o Campeonato WGP -85 kg/187 lb.                              |                                          |                                          |                                                                                   |                                          |                                          |                                          |                                          |                                          |
| 07/07/2012                                                         | Vitória                                  | Fabio Alberto                            | WGP Kickboxing, Semi finals                                                       | São Paulo, Brasil                        | KO                                       | 1                                        | N/A                                      |                                          |
| 31/03/2012                                                         | Vitória                                  | Clei Silva                               | Jungle Fight 37                                                                   | São Paulo, Brasil                        | Decisão (Unânime)                        | 3                                        | N/A                                      |                                          |
| Vence o Campeonato Brasileiro de -85 kg/187 lb Regras K-1.         |                                          |                                          |                                                                                   |                                          |                                          |                                          |                                          |                                          |

| Recorde de kickboxing amador                                     | Recorde de kickboxing amador | Recorde de kickboxing amador | Recorde de kickboxing amador                                | Recorde de kickboxing amador | Recorde de kickboxing amador | Recorde de kickboxing amador | Recorde de kickboxing amador |
| Data                                                             | Resultado                    | Oponente                     | Evento                                                      | Local                        | Método                       | Round                        | Tempo                        |
| ---------------------------------------------------------------- | ---------------------------- | ---------------------------- | ----------------------------------------------------------- | ---------------------------- | ---------------------------- | ---------------------------- | ---------------------------- |
| 10/2013                                                          | Derrota                      | Sergej Maslobojev            | W.A.K.O World Championships 2013, K-1 Final -91 kg          | Guarujá, Brasil              | N/A                          | N/A                          | N/A                          |
| Vence o W.A.K.O. World Championship '13 K-1 Silver Medal -91 kg. |                              |                              |                                                             |                              |                              |                              |                              |
| 10/2013                                                          | Vitória                      | Mattia Faraoni               | W.A.K.O World Championships 2013, K-1 Semi Finals -91 kg    | Guarujá, Brasil              | N/A                          | N/A                          | N/A                          |
| 10/2013                                                          | Vitória                      | Selby Devereux               | W.A.K.O World Championships 2013, K-1 Quarter Finals -91 kg | Guarujá, Brasil              | N/A                          | N/A                          | N/A                          |
| Legenda: Vitória Derrota Empate/Sem competição Notas             |                              |                              |                                                             |                              |                              |                              |                              |

## Recorde de boxe profissional
| No. | Resultado | Cartel | Oponente              | Método | Round | Data                | Local                                          |
| --- | --------- | ------ | --------------------- | ------ | ----- | ------------------- | ---------------------------------------------- |
| 1   | Vitória   | 1–0    | Marcelo de Souza Cruz | TKO    | 3 (4) | 17 de junho de 2017 | Hotel Golden Park, Sorocaba, São Paulo, Brasil |